# La Côte-d’Aime
La Côte-d’Aime ist eine Commune déléguée mit 945 Einwohnern (Stand 1. Januar 2022) in der Gemeinde La Plagne Tarentaise im Département Savoie in der Region Rhône-Alpes. Sie gehörte zum Arrondissement Albertville und zum Kanton Bourg-Saint-Maurice (bis 2015 Aime). Die Einwohner werden Coterains genannt.
Mit Wirkung vom 1. Januar 2016 wurden die früheren Gemeinden Bellentre, La Côte-d’Aime, Mâcot-la-Plagne und Valezan zu einer Commune nouvelle mit dem Namen La Plagne Tarentaise in der ebenso neuen Region Auvergne-Rhône-Alpes zusammengelegt.

## Geographie
La Côte-d’Aime liegt etwa 29 Kilometer ostsüdöstlich von Albertville im Tal von Tarentaise an der Isère. 
Durch den Ort führt die Route nationale 90.
| 1954                      | 1962 | 1968 | 1975 | 1982 | 1990 | 1999 | 2006 | 2013 |
| ------------------------- | ---- | ---- | ---- | ---- | ---- | ---- | ---- | ---- |
| 632                       | 621  | 570  | 508  | 521  | 538  | 661  | 848  | 851  |
| Quelle: Cassini und INSEE |      |      |      |      |      |      |      |      |

## Sehenswürdigkeiten
- Kirche Saint-Laurent
- zahlreiche Kapellen